# Haroldo de Oliveira
Haroldo Clóvis Soares de Oliveira (Rio de Janeiro, 9 de abril de 1942 – Rio de Janeiro, 27 de dezembro de 2003) foi um ator brasileiro. Fez o André de Escrava Isaura e o Jacinto de Xica da Silva.
Ele teve atuações marcantes na TV, no cinema e no teatro, desde a estréia, aos 10 anos, em "Rio 40 Graus", filme de Nelson Pereira dos Santos. No teatro, fez “Pedro Mico”, dirigido por Paulo Francis, entre tantos outros papéis de destaque e como diretor de teatro teve destaque nas peças "Artigo um sete um" (1982) e "As aventuras de Galápagos" (1979)e, ambas de Fernando Palilot. Haroldo figurava entre os atores que participaram do Auto da Paixão de Cristo desde o primeiro espetáculo, em 1983.
Pouco antes de ser internado fez parte do elenco do extinto "Zorra Total" (atualmente Zorra) e participou da série Brava Gente, entre outras. Na extinta TV Manchete, Haroldo de Oliveira trabalhou na superprodução Xica da Silva, no papel do fiel escravo de Xica, Jacinto.
Haroldo de Oliveira faleceu no Rio em 27 de dezembro de 2003, aos 61 anos, de falência múltipla dos órgãos, conforme informaram seus familiares. O ator estava internado desde abril, quando sofreu um derrame.

## Carreira

### Na televisão
- 2002 - Brava Gente (episódio: O Enterro da Cafetina) - Bêbado
- 1999 - Zorra Total
- 1996 - Xica da Silva - Jacinto
- 1992 - Tereza Batista
- 1989 - Kananga do Japão - Ernesto
- 1989 - Pacto de Sangue - Damião
- 1988 - Chapadão do Bugre
- 1986 - Dona Beija - Ramos
- 1985 - Antônio Maria - Arquimedes
- 1984 - Santa Marta Fabril S.A.
- 1982 - Caso Verdade
- 1981 - Terras do Sem-Fim - João Grilo
- 1978 - Maria, Maria - Felipe
- 1976 - Escrava Isaura - André
- 1975 - A Moreninha - Simão
- 1975 - O Noviço
- 1974 - O Rebu - Astorige
- 1972 - Tempo de Viver
- 1969 - A Cabana do Pai Tomás - Jonas
- 1964 - Banzo - Serafim

### No cinema
- 1985 - Chico Rei
- 1983 - A Longa Noite do Prazer
- 1983 - Estranho Jogo do Sexo
- 1980 - Parceiros da Aventura
- 1979 - Os Foragidos da Violência
- 1977 - Barra Pesada
- 1976 - Crueldade Mortal
- 1975 - As Aventuras Amorosas de um Padeiro
- 1974 - A Rainha Diaba
- 1974 - O Mau-Caráter
- 1962 - Cinco Vezes Favela
- 1957 - Rio Zona Norte
- 1955 - Rio 40 Graus